# Подвійні зображення

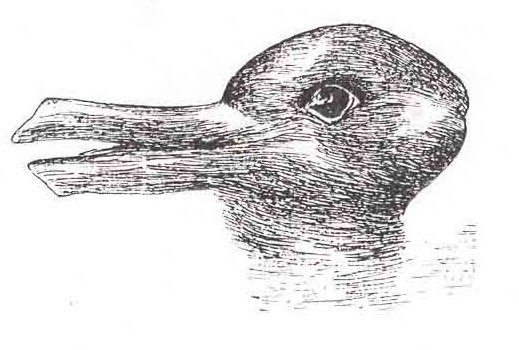
Качка чи заєць?

Цю фігуру можна бачити як молоду або як літню жінку, див. Моя дружина та теща

Подвійні зображення або оборотні (реверсивні) фігури — це оптична ілюзія, яка використовує графічну схожість та властивості зорової системи інтерпретації двох і більше різних форм зображення. Є знамениті малюнки, що викликають феномен мультистійке сприйняття  . Мультистійке сприйняття - це можливість сприймати одне зображення стійко у кількох сенсах. Класичними прикладами є кролик-качка і ваза Рубіна  . Подвійні зображення є важливими в галузі психології, оскільки часто є інструментом дослідження в експериментах  . Існують різні свідчення про можливість представити двоїсті зображення в голові , але більшість дослідників слідують теорії, що такі зображення правильно уявити неможливо  . Малюнок качкозайця, мабуть, є одним із найстаріших малюнків такого типу. Він був опублікований у німецькому гумористичному журналі Fliegende Blätter (23 жовтня 1892, с. 147).

## Розпізнавання та виділення двоїстих зображень
Середній рівень розпізнавання - це стадія обробки зображення, що комбінує основні елементи сцени в окремі групи об'єктів, що розпізнаються. Ця стадія передує високому рівню розпізнавання (розуміння сцени) і слідує за попередньою обробкою (виділення елементів зображення). При розпізнаванні зображення середній рівень розпізнавання використовується для класифікації об'єктів, які ми бачимо. Високий рівень розпізнавання використовується, коли класифіковані об'єкти потрібно розпізнати як специфічні члени групи. Наприклад, на стадії середньорівневого розпізнавання ми розрізняємо особу, а вже на стадії високого рівня розпізнаємо, що це обличчя знайомої людини. Середньорівнева стадія та високорівнева стадія розпізнавання є ключовими ланками для розуміння реального світу, що заповнений двоїстими зоровими образами  .

## Сприйняття зображення на середньому рівні розпізнавання
Коли ми бачимо зображення, перше, що ми робимо, - це спроба зібрати всі частини сцени в різні групи  . Щоб це зробити, потрібно використовувати базові методи розпізнавання країв. Краї можуть включати очевидні елементи сприйняття, такі як краї будинку, і можуть включати інші елементи, які мозок повинен обробити глибше, як краї окремих елементів обличчя. Під час пошуку країв зорова система мозку розпізнає контрастні точки зображення. Здатність розпізнавання країв об'єкта сприяє розпізнаванню об'єкта. У двоїстих зображеннях розпізнавання країв залишається природним сприйняття зображення. Однак мозок піддає зображення більш детального аналізу подолання двоїстості. Наприклад, представимо малюнок, в якому відбувається зміна освітленості об'єкта і фону в протилежних напрямках (наприклад, зверху вниз фон змінюється з чорного на білий, а колір об'єкта змінюється з білого на чорний). Протилежність градієнтів освітленості в кінцевому рахунку призведе до точки, де освітленості об'єкта та фону будуть однакові. У цій точці немає краю зображення. Щоб це враховувати, зорова система з'єднує зображення як ціле, а чи не набір країв, що дозволяє бачити об'єкт, а чи не набір країв. Хоча немає повного образу побаченого, мозок здатний доповнити цей образ, виходячи з розуміння фізичного світу та реального висвітлення  .

«Kanizsa Triangle». Ці просторово розділені фрагменти створюють враження ілюзорних контурів (відоме як модальне завершення) трикутників.

У двоїстих зображеннях ілюзія часто виникає через ілюзорних контурів . Ілюзорний контур є контуром, що сприймається, без присутності його у вигляді фізичного градієнта. У прикладах, де світла фігура закриває чорні об'єкти на білому тлі, біла постать здається яскравішою, ніж фон, і краї цієї фігури створюють ілюзорний контур  . Ці ілюзорні контури обробляються мозком аналогічно до реальних контурів  . Зорова система досягає цього шляхом висновку, виходячи з отриманої інформації тим самим шляхом, як вона робить це, виходячи зі ступеня освітленості.
Під час середньорівневого розпізнавання зорова система використовує набір евристичних методів, які називають правилами угруповання образа , щоб швидко розпізнати базові об'єкти сприйняття  . Це дозволяє швидко і просто сприймати образи шляхом розгляду еталонних зразків та знайомих образів замість повільного процесу розпізнавання кожної частини групи. Це допомагає дозволити двоїстість зображень, оскільки зорова система приймає невеликі відхилення від зразка і залишається в силі усвідомити зразок як ціле. Правила угруповання образу є наслідком досвіду зорової системи. Коли зразок розпізнається часто, він зберігається в пам'яті і може бути знову розпізнаний без вивчення об'єкта заново  . Наприклад, коли ми дивимося на шахівницю, ми розпізнаємо еталонний зразок шахової дошки, а не набір квадратів із почерговою зміною кольору.

### Гарне продовження
Принцип хорошого продовження дає зорової системі базис розпізнавання країв, що продовжуються. Це означає, що у разі коли розпізнається лінія, є тенденція продовжити її в одному напрямку. Це дозволяє зоровій системі розпізнавати краї складних зображень шляхом визначення, у якій точці лінії перетнуться. Наприклад, дві прямі прямі, що перетинаються, в букві «X» сприймаються як дві прямі, що проходять діагонально, у той час як дві прямі в букві «V» сприймаються як зміна напрямку лінії. Прикладом двоїстого зображення може бути дві криві, що перетинаються в точці. Це з'єднання кривих може сприйматися як перетин у літері «X», а чи не поворот кривих у точці зіткнення. Ілюзія хорошого продовження часто використовується фокусниками для обману глядачів  .

### Схожість
Правило схожості стверджує, що зображення, схожі один на одного, можна згрупувати як об'єкти одного типу, або як частини одного об'єкта. Тому, чим більш схожі зображення чи об'єкти, тим більш імовірно вони будуть згруповані разом. Наприклад, два квадрати серед безлічі кіл будуть згруповані разом. Вони можуть відрізнятися за кольором, розміром, орієнтацією або іншими ознаками, але, в кінцевому рахунку, будуть згруповані  .

### Близькість, загальні області та пов'язаність

Закон близькості

Властивістю угруповання об'єктів за ознакою близькості є просторова відстань між двома об'єктами. Чим ближче об'єкти, тим ймовірніше, що вони належать одній групі. Таке сприйняття може виявитися двоїстим без відчуття подвійності обличчям, що сприймає.
Об'єкти, що займають спільну область у зображенні, швидше за все, належать до однієї групи. Ця загальна область може займати єдине просторове місце і об'єкти можуть займати різні області поза групою. Об'єкти можуть бути близькими, але сприйматися як такі, що належать різним групам під дією різних візуальних засобів, таких як поріг кольору, що розділяє два об'єкти.
Крім того, об'єкти можуть бути з'єднані візуально, наприклад лініями, що йдуть з кожного об'єкта. Ці схожі, але ієрархічні правила припускають, деякі правила угруповання образів можуть перекривати інші правила  .

## Сегментація структури та тло
Зорова система може допомогти собі у вирішенні двоїстості шляхом розпізнавання текстури зображення . Це здійснюється шляхом застосування кількох правил угруповання. Текстура може дати інформацію, що допомагає розрізнити цілі об'єкти та зміна текстури у зображенні показує, які різні об'єкти можуть бути частиною тієї ж групи. Правила сегментації текстури часто взаємодіють і доповнюють один одного, і вивчення текстури може дати інформацію про шари зображення, розрізнити фон, передній план та об'єкт  .

### Розмір та оточення
Якщо область текстури повністю оточує іншу область текстури, швидше за все це фон. Крім того, малі області текстури у зображенні, швидше за все, належать малюнку  .

### Паралельність та симетрія
Паралельність є іншим способом зняття неоднозначності фігури зображення. Орієнтація контурів різних текстур у зображенні може визначати, які групуються об'єкти. У випадку паралельні контури вважаються членами тієї самої об'єкта чи групи об'єктів. Подібним чином симетрія контурів може також визначати фігуру на зображенні  .

### Екстремальний кордон та відносний рух
Екстремальний кордон — це зміни в текстурі, які справляють враження, що об'єкт знаходиться перед або за іншим об'єктом. Це може бути наслідком ефекту тіні, що дає видимість глибини. Деякі ефекти екстремальної межі можуть зруйнувати сегментацію. Сприйманий кордон може також сприяти розрізненню об'єктів шляхом обстеження викликаних рухом змін у текстурі щодо кордону  .

#### Використання двоїстих зображень для приховування у реальному світі: камуфляж
У природі організми використовують камуфляж для порятунку від хижаків. Це досягається шляхом створення двоїстої сегментації структури шляхом імітації навколишнього простору. Без можливості отримати помітну різницю в текстурі і позиції хижак не в змозі бачити свою жертву  .

## Оклюзія
Багато подвійних зображень виходять шляхом деякої оклюзії, в якій текстура об'єкта несподівано припиняється. Оклюзія - це зорове сприйняття об'єкта, що знаходиться перед іншим об'єктом або за ним, що дає інформацію про порядок рівнів текстури  . Ілюзія оклюзії спостерігається в ефекті ілюзорних контурів, коли сприймається оклюзія, навіть коли вона не існує. Тут двояке зображення сприймається як реалізація оклюзії. Коли об'єкт закривається (іншим об'єктом), зорова система має інформацію лише про видимі частини об'єкта, отже решта обробка має бути глибше і спиратися на пам'ять.

## Випадковий погляд
Випадкова думка — це окрема позиція, у якій відтворюється двоїстість зображення. Випадкова думка не дає достатньо інформації, що за об'єкт представлений на зображенні  . Часто таке зображення сприймається невірно і дає ілюзію, яка відрізняється від реальності. Наприклад, зображення може бути розбите навпіл, і верхня половина збільшена і розташована далі від спостерігача у просторі. Зображення при цьому сприймається як єдине ціле тільки з однієї точки, хоча насправді воно представляє дві різні половинки об'єкта. Вуличні художники часто використовують трюк з точки перегляду для створення плоских сцен на землі, які виглядають як тривимірні.

## Розпізнавання об'єкта на високорівневому етапі

Наступним етапом після простого сприйняття об'єкта є розпізнавання об'єкта. Розпізнавання об'єкта грає вирішальну роль у вирішенні двоїстих зображень і спирається істотно на пам'ять і попередні знання. Щоб розпізнати об'єкт, зорова система знаходить знайомі компоненти і порівнює об'єкт, що сприймається, з поданням об'єкта в пам'яті  . Це можна зробити, використовуючи різні шаблони об'єкта, такі як собака для представлення собак взагалі. Метод шаблонів не завжди успішний, оскільки члени групи можуть суттєво візуально відрізнятися один від одного і можуть виглядати суттєво різними, якщо дивитися під різними кутами. Щоб враховувати проблему кута зору, зорова система визначає знайомі компоненти об'єкта у 3-мірному просторі. Якщо компоненти об'єкта, що сприймається, знаходяться в тій же позиції і орієнтації, що і об'єкт у пам'яті, розпізнавання можливе  . Дослідження показали, що люди, креативніші у своїй уяві, краще сприймають подвійні зображення. Це може бути наслідком можливості швидкого розпізнавання шаблонів у зображенні  . Коли подається в пам'яті ментальний образ двоїстого зображення таким же чином, що і нормальне зображення, визначається кожна частина і потім вставляється в ментальний образ. Чим складніша сцена, тим довше йде процес визначення частини та додавання до зображення  .

Куб Некера — дротяний каркас куба без натяку на глибину.

Фігури, намальовані без натяку на глибину, можуть стати неоднозначними. Класичним прикладом цього феномена є куб Неккера  і ромбічна мозаїка (видима як ізометричний малюнок кубів).

### Використання пам'яті та недавнього досвіду
Наша пам'ять має великий вплив на розпізнавання двоїстого зображення, оскільки це допомагає зоровій системі ідентифікувати та розпізнати об'єкти без необхідності аналізувати та категоризувати їх повторно. Без участі пам'яті та попереднього знання зображення з кількома групами схожих предметів буде сприймати важко. Будь-який об'єкт може мати двоїсте уявлення і може бути помилково віднесений до невірної групи. Таким чином, для правильного сприйняття необхідний попередній досвід  . Були проведені дослідження за допомогою психологічного тесту «Greebles» щоб показати роль пам'яті в розпізнаванні об'єктів  . Попередня підготовка досліджуваних шляхом показу схожих об'єктів мала великий ефект на прискорення вирішення неоднозначності  .

## Порушення сприйняття
Прозопагнозія — це хвороба, яка призводить до неможливості розпізнавати обличчя. Зорова система проходить середній рівень розпізнавання та виділяє особу як об'єкт, але високорівневе розпізнавання відмовляє ідентифікувати, кому ця особа належить. У цьому випадку зорова система розпізнає двоїстий об'єкт (обличчя), але не в змозі дозволити двоїстість за допомогою пам'яті  .